# Kings Canyon (Australien)
Der Kings Canyon ist Teil und Hauptattraktion des Watarrka-Nationalparks im australischen Northern Territory. Er befindet sich 245 Kilometer Luftlinie südwestlich von Alice Springs im Amadeus-Becken und bildet den westlichsten Teil der George Gill Range. Seine imposanten Felswände von teilweise über 100 Metern Höhe und seine dank eines ganzjährig wasserführenden Billabongs hohe Biodiversität machen ihn zu einem beliebten Touristenziel im Red Centre.

## Geographie

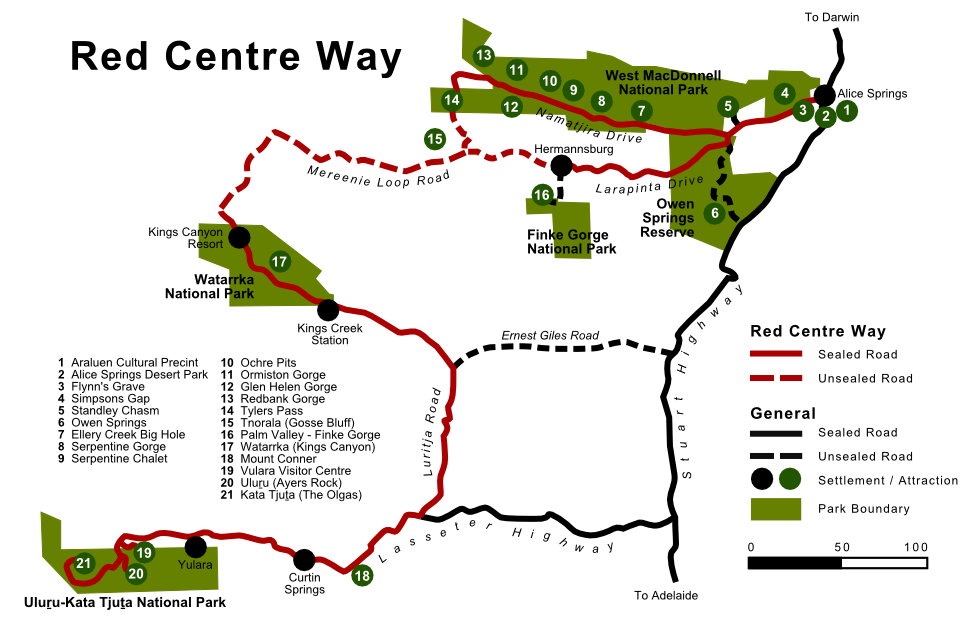
Karte der umgebenden Straßen

Der Canyon befindet sich im südwestlichen Teil des Northern Territory. Alice Springs liegt 245 Kilometer Luftlinie entfernt in nordöstlicher Richtung. Die kürzeste Anfahrt ist 330 Kilometer lang und führt über die Mereenie Loop, die jedoch nicht asphaltiert ist und zudem eine Genehmigung (permit) erfordert. Die einzige durchgehend asphaltierte Anbindung ist der Weg über die Stuart und Lasseter Highways und anschließend entlang der Luritja Road. Eine weitere Route stellt die nur mit Allradfahrzeugen befahrbare Ernest Giles-Road dar, welche ungefähr 100 Kilometer nördlich parallel zum Lasseter Highway verläuft. In der Umgebung gibt es zudem einige 4WD-Tracks.
Die George Gill Range, und damit der Kings Canyon, liegt im Übergangsbereich dreier Großlandschaften:
1. Im Nordosten befinden sich die MacDonnell Ranges, eine 644 Kilometer lange, von Ost nach West verlaufenden Bergkette, welche die Umgebung von Alice Springs prägt.
2. In Richtung Süden und Westen erstrecken sich Sandebenen verschiedener Wüsten; unter anderem liegt dort der Lake Amadeus, ein normalerweise trockener Salzsee.
3. Gen Südosten wird die Landschaft von flachen Hügeln und Tafelbergen charakterisiert, ehe sie in die sehr sandige Simpson Desert übergeht.

Aufgrund dieser Lage im Schnittpunkt verschiedener Landschaften kommen in der George Gill Range Pflanzen aller drei Gebiete vor, die normalerweise nicht an einem Ort wachsen.

## Beschreibung

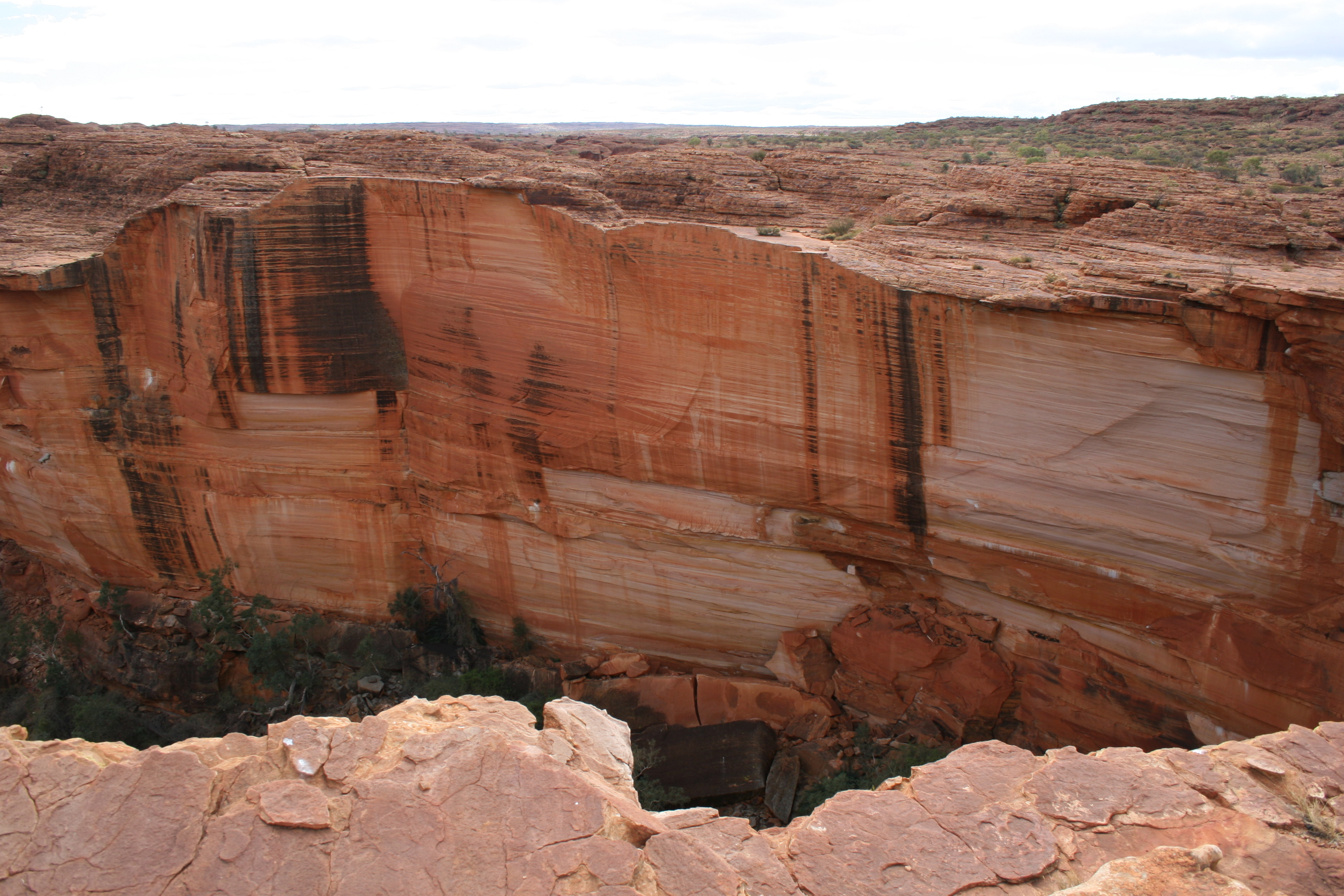
Gesteinsschichten verschiedener Farben an einer Wand des Canyons

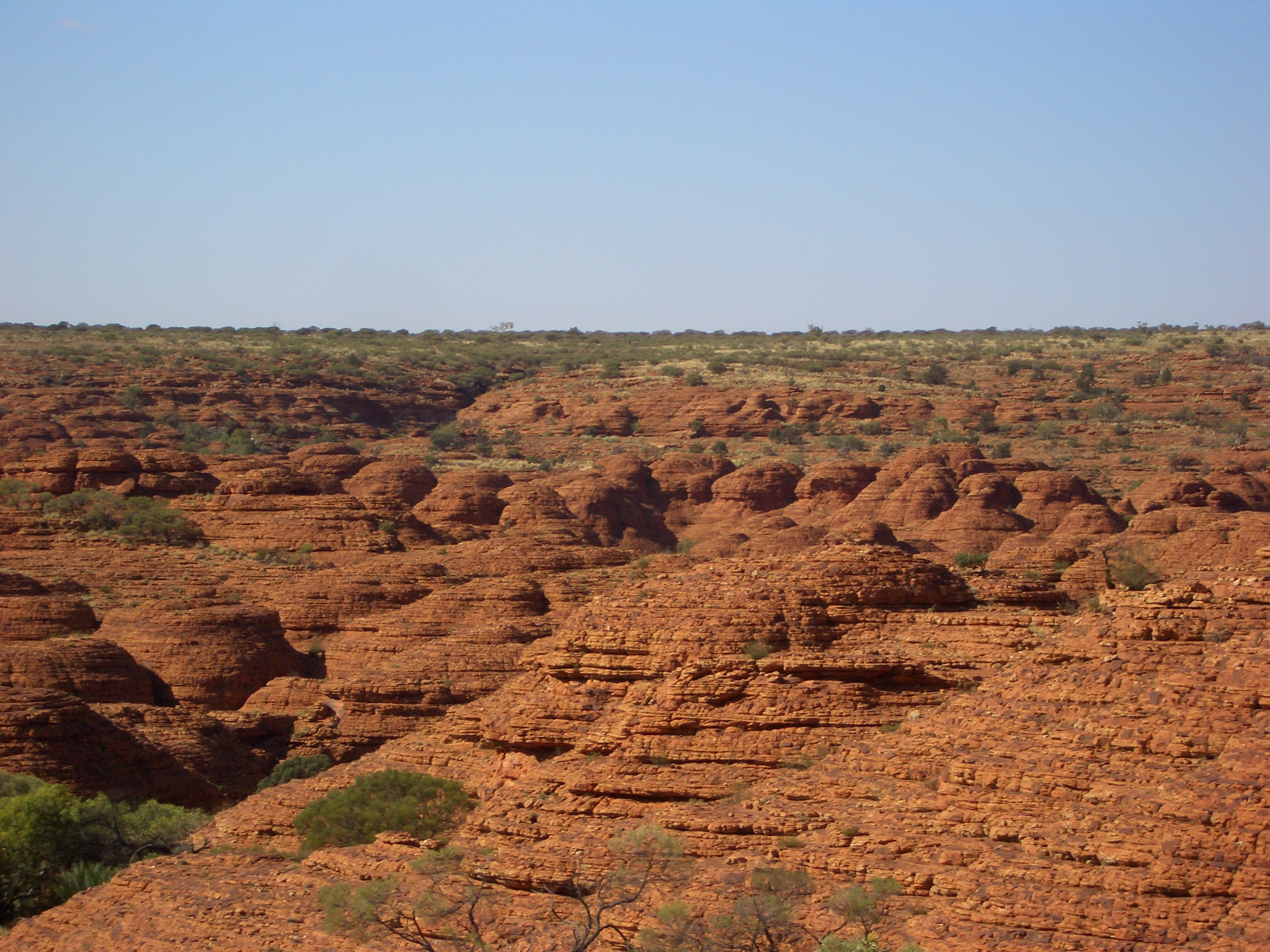
Domes auf dem umgebenden Plateau

Der Canyon besteht aus imposanten, teilweise über 100 Meter hohen Felswänden, deren Farben von Rot und Gelb bis Weiß reichen. Durch die Felsschlucht zieht sich der temporär wasserführende Kings Creek, der an seinem Ende ein immer feuchtes Wasserloch formt. Dieses Billabong ist beinahe komplett von hohen Felswänden umgeben, die Schatten spenden und so ein Mikroklima schaffen, in dem viele grüne Pflanzen wachsen und ihm so den Namen Garden of Eden verschafften. Der Canyon ist von einem Plateau umgeben, das von Domes und anderen interessanten Felsformationen geprägt ist.

## Wanderwege
Vom Kings Canyon Parkplatz aus führen drei Wanderwege durch die umgebende Landschaft. Sie sind unterschiedlich lang und verschieden schwer, aber alle gut markiert.

### Kings Creek Walk
Der kürzeste Weg ist der Kings Creek Walk, der am Kings Creek entlang in den Canyon hineinführt. Am Ende befindet sich eine Aussichtsplattform, die einen guten Blick auf die steilen Felswände ermöglicht. Auf demselben Weg geht es wieder zum Ausgangspunkt. Hin und zurück ist die Strecke 2,6 Kilometer lang, wofür eine Stunde veranschlagt wird. Der Weg endet an der Plattform, da der dahinterliegende Teil den lokalen Aborigines heilig ist; es ist nicht erlaubt, von dort aus weiter entlang des Creeks bis zum Pool am Ende der Schlucht zu gehen oder die Oberkante des Canyons zu erklimmen.

### Kings Canyon Rim Walk
Der Kings Canyon Rim Walk ist ein Rundweg, der in drei bis vier Stunden um den Canyon herumführt. Der 6 Kilometer lange Weg beginnt mit einem steilen Anstieg, anschließend führt er auf einer relativ ebenen Strecke zwischen den Domes des umgebenden Plateaus entlang. Auf halbem Weg führen Treppen den Canyon hinab, wo eine Brücke die Schlucht überspannt. Nach der Überquerung kann ein optionaler Abstecher zum Garden of Eden unternommen werden. Der Hauptweg führt anschließend wieder durch das Plateau, bevor er relativ seicht zum Parkplatz hinabführt.
Dieser Weg bietet viele Aussichtspunkte, von denen sowohl die diversen Formen der Felsen des Plateaus als auch das Wasserloch und die steilen Felswände des Canyons betrachtet werden können. Obwohl der Weg ein Rundweg ist und deswegen in beide Richtungen begangen werden könnte, schreiben die Ranger aus Sicherheitsgründen eine Umrundung im Uhrzeigersinn vor.

### Giles Track
Der Kings-Canyon-Parkplatz ist zudem ein Ausgangspunkt für den Giles Track, einen 22 Kilometer langen Wanderweg vom Kings Canyon nach Kathleen Springs. Der mit orangen Pfeilen markierte Weg führt am südlichen Rand der George Gill Range entlang und durchquert dabei ein weites Plateau, das von schmalen Spalten und Schluchten sowie Sandstein-Domes geprägt ist. In Richtung Süden können die weiten Sandebenen überblickt werden, die sich bis zum 80 Kilometer entfernten Lake Amadeus erstrecken.
Auf halbem Weg kann über die Tjintjit-Tjintjit-Spur die Aborigine Community Lilla erreicht werden, was jedoch nicht ohne Genehmigung möglich ist. Entlang der Strecke werden einige Bäche (creeks) überquert, darunter Reedy Creek, Rocky Creek, Hill Mulga Creek, Waru Creek, Wanga Creek und Kathleen Creek. Campen ist überall zwischen Kilometer 3 und Kilometer 20 erlaubt, es wird jedoch empfohlen, am Reedy Creek zu übernachten.

## Klima

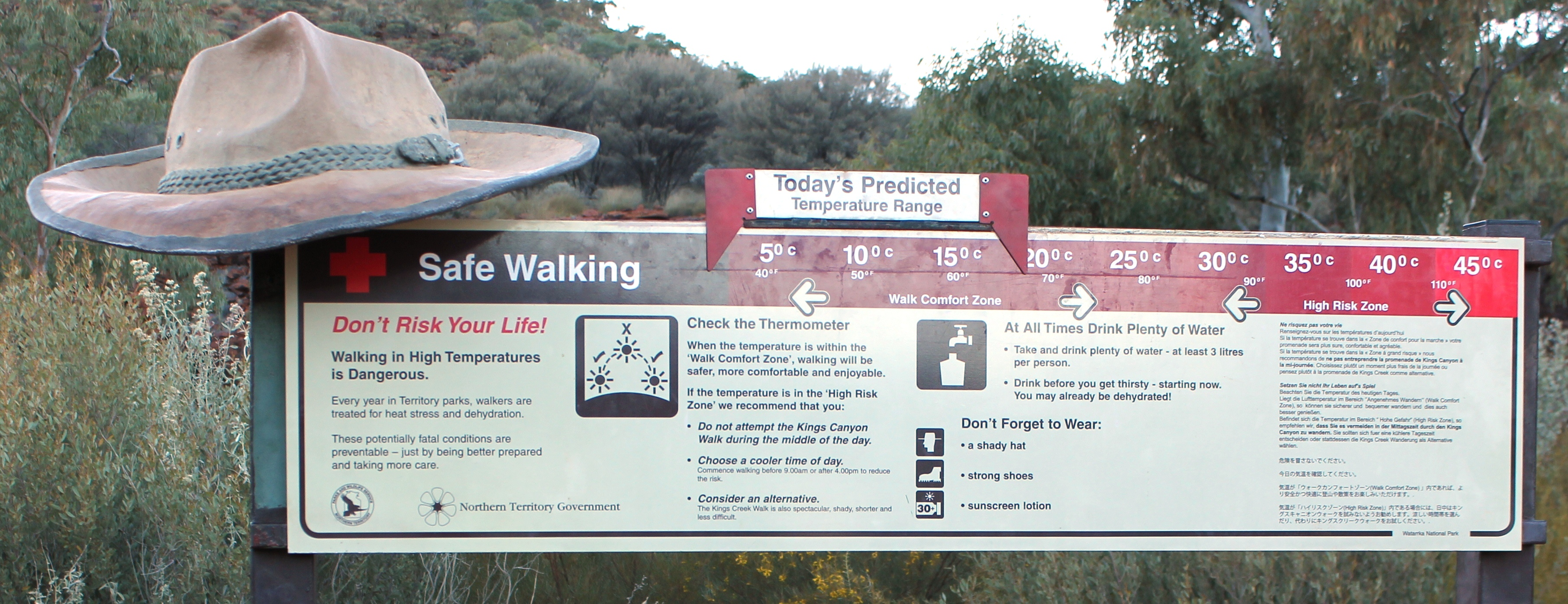
Schild am Anfang der Wanderwege, das auf Risiken durch hohe Temperaturen hinweist und Tipps für sicheres Wandern gibt.

Das Klima der umliegenden Region ist, wie Zentralaustralien allgemein, größtenteils heiß und trocken; im Sommer sind Temperaturen über 40 °C keine Seltenheit. Wie in Wüsten üblich kühlt die Landschaft aufgrund der fehlenden Wolken über Nacht jedoch stark aus, wodurch der Tagesverlauf durch große Temperaturschwankungen geprägt ist. Innerhalb eines Tages beträgt die Spanne oft mehr als 15 Grad und im Winter können durchaus Minusgrade auftreten.
Der Kings Canyon liegt in der semi-ariden Klimazone. Die durchschnittliche Jahrestemperatur beträgt 15 °C; der wärmste Monat ist der Januar mit durchschnittlich 31 °C, der kälteste der Juni mit 14 °C im Mittel. Die höchste je gemessene Temperatur betrug 45,3 °C und wurde am 21. Dezember 1990 registriert, die tiefste mit −5,1 °C am 2. Juli 2002.
Die mittlere Jahresniederschlagsmenge beträgt 318 mm, wovon das meiste in den heißen Monaten zwischen Oktober und März fällt. Die niederschlagsreichsten Monate sind November und Februar mit jeweils 47,7 mm, der trockenste Monat ist der August mit nur 5,7 mm.
Die nachfolgende Tabelle zeigt die durchschnittlichen Klimawerte der Jahre 1990 bis 2011:
|                       | Jan  | Feb  | Mär  | Apr  | Mai  | Jun  | Jul  | Aug  | Sep  | Okt  | Nov  | Dez  |   |       |
| Mittl. Tagesmax. (°C) | 38,4 | 36,7 | 34,4 | 30,6 | 24,7 | 21,3 | 21,6 | 24,4 | 29,3 | 32,8 | 34,8 | 36,0 | ⌀ | 30,4  |
| Mittl. Tagesmin. (°C) | 23,6 | 23,2 | 20,6 | 16,7 | 10,6 | 6,6  | 6,1  | 8,3  | 13,0 | 17,3 | 19,7 | 21,7 | ⌀ | 15,6  |
|                       |      |      |      |      |      |      |      |      |      |      |      |      |   |       |
| Niederschlag (mm)     | 35,4 | 48,7 | 36,7 | 13,9 | 20,9 | 16,6 | 15,9 | 5,7  | 11,0 | 29,7 | 48,7 | 37,6 | Σ | 320,8 |
|                       |      |      |      |      |      |      |      |      |      |      |      |      |   |       |
| Regentage (d)         | 3,6  | 4,1  | 2,5  | 1,9  | 2,3  | 1,9  | 1,9  | 1,2  | 2,0  | 3,7  | 4,7  | 5,2  | Σ | 35    |

| 23,6 |

| 23,2 |

| 20,6 |

| 16,7 |

| 10,6 |

| 6,6 |

| 6,1 |

| 8,3 |

| 13,0 |

| 17,3 |

| 19,7 |

| 21,7 |

| 23,6 |

| 23,2 |

| 20,6 |

| 16,7 |

| 10,6 |

| 6,6 |

| 6,1 |

| 8,3 |

| 13,0 |

| 17,3 |

| 19,7 |

| 21,7 |

Die extremen Klimaverhältnisse verlangen Vorsicht bei Wanderungen. Im Sommer (Januar/Februar) liegen die Temperaturen bei Sonnenaufgang gegen 6:30 Uhr noch bei angenehmen 20 bis 22 °C, bis 10 oder 11 Uhr wird die 30°-Marke jedoch oft überschritten. Von Wanderungen in der Mittagshitze wird eindringlich abgeraten. Anfang 2003 verstarben zwei ältere Besucher, als sie diese Empfehlung nicht einhielten.

## Tourismus
Der Kings Canyon ist eine der wichtigsten Touristenattraktionen des australischen Red Centre. Im Jahr 2008 besuchten ungefähr 215.000 Besucher den Watarrka-Nationalpark. Bei den meisten mehrtägigen Uluru-Touren ist auch der Kings Canyon Teil des Programms.
Entwicklung der Besucherzahlen:
| Jahr | Besucher | Quelle |
| ---- | -------- | ------ |
| 1961 | 600      | [ 9 ]  |
| 1985 | 20.000   | [ 10 ] |
| 1990 | 60.000   | [ 9 ]  |
| 2002 | 280.000  | [ 10 ] |
| 2008 | 215.000  | [ 7 ]  |

Aufgrund des im Sommer extrem heißen Klimas ist die Hauptsaison im australischen Winter, zwischen März und Oktober. In dieser Zeit sind die Temperaturen erträglich, was insbesondere die Wanderungen angenehmer macht. Von Touren in der Mittagshitze wird jedoch ganzjährig abgeraten und Hinweisschilder weisen ausdrücklich, deutlich und wiederholt auf die Risiken hin. Besucher werden angehalten mindestens einen Liter Wasser pro Stunde zu trinken und sich gegen die Sonneneinstrahlung zu schützen.

## Entstehung

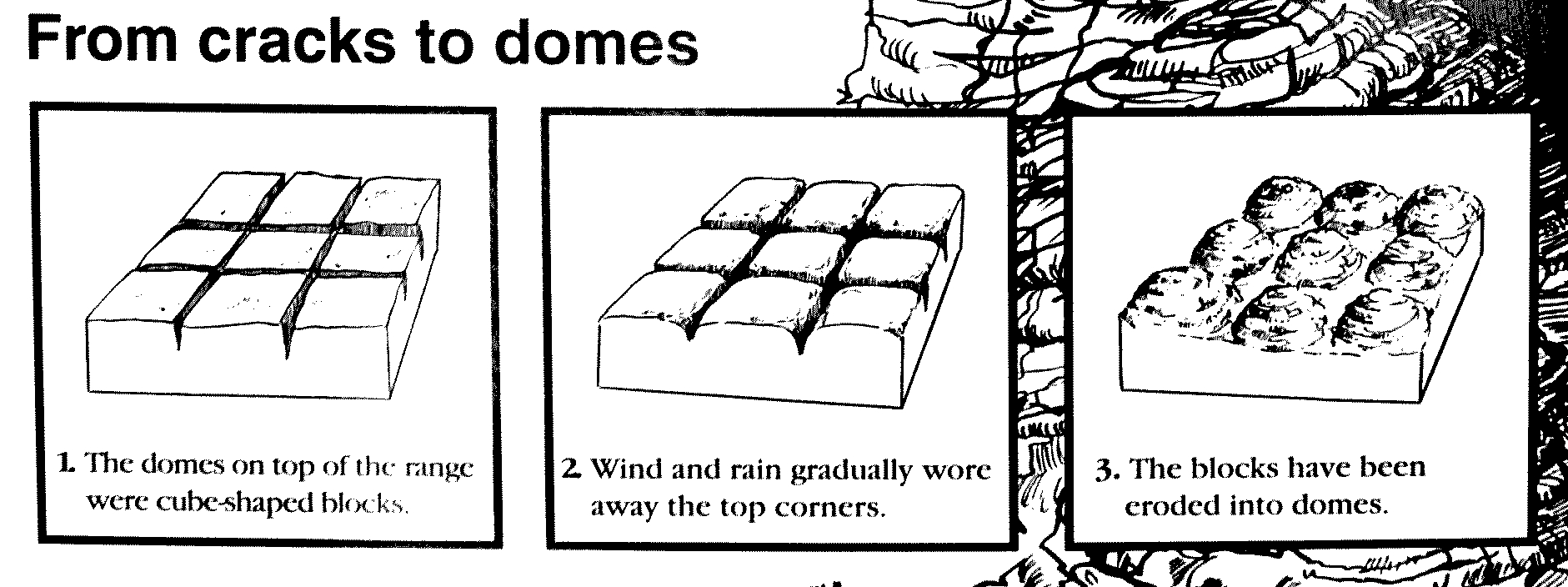
Entstehungsprozess der Domes

Die Region des Kings Canyon besteht aus zwei verschiedenen Sandsteinen: Dem 400 Millionen Jahre alten, sehr verwitterungsbeständigen Mereenie Sandstone und dem darunter liegenden, 440 Millionen Jahre alten, deutlich weniger beständigen Carmichael Sandstone. Vor 350 Millionen Jahren brach der Meerenie Sandstone auf.
Ein besonders tiefer Spalt wurde durch Wind, Regen und Überschwemmungen immer tiefer und breiter erodiert. Als dieser Spalt den weicheren Carmichael Sandstone erreichte, wurde dieser schneller erodiert als der darüberliegende Meerenie Sandstone, was diesem die Auflage raubte und durch schubweises Einbrechen der oberen Gesteinsschichten über Millionen von Jahren den Kings Canyon formte.
Aus der Luft sind die grob in Nord-Süd- sowie Ost-West-Richtung verlaufenden Spalten des umgebenden Plateaus gut zu sehen, die ein aus würfelförmigen Blöcken bestehendes Gitter bilden. In den letzten 20 Millionen Jahren haben Wind und Regen nach und nach die Seiten und Ecken dieser Würfel abgetragen. So entstanden die das Plateau prägenden Domes.

## Geschichte

### Aborigines
Das Land rund um den Kings Canyon ist die Heimat des Aborigine-Stamms der Luritja. Das Wasserloch des Kings Canyon bot ihnen auch in schweren Dürrezeiten eine zuverlässige Wasserquelle. Auf dem Gelände des heutigen Nationalparks befinden sich Fundstellen von Luritja-Kunst, darunter Felsbilder und -malereien. Diese sind für Touristen jedoch nicht zugänglich, da die Luritja Schäden an diesem Kulturgut befürchten.
Im Nationalpark existieren viele Stellen mit hohem spirituellen Stellenwert für die Luritja, worunter besonders die außergewöhnlichen Felsformationen fallen. Der lokale Schöpfungsmythos besagt, dass während der Dreamtime (tjukurpa) erwachsene und junge Männer der Kuningka entlang des Kings Creek gen Norden reisten, um am Wasserloch mit der lokalen Stammesfamilie eine Zeremonie abzuhalten. Im Glauben der Luritja verkörpern die Domes auf dem umgebenden Plateau die jungen Mitreisenden.
Ein Großteil der Luritja lebt inzwischen in der 190 Kilometer nordwestlich gelegenen Siedlung Papunya.

### Europäische Entdeckung

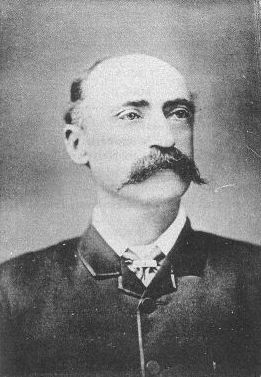
Ernest Giles

Am 30. Oktober 1872 erreichten die beiden Entdecker Ernest Giles und Samuel Carmichael als erste Europäer die Gegend und wanderten am Kings Creek entlang in den Canyon hinein. Die dortigen Aborigines hatten zuvor weder weiße Menschen noch die von ihnen als Transportmittel benutzten Pferde gesehen. Giles benannte den Canyon nach einem alten Freund, Fielder King. Die Gebirgskette, dessen westlichstes Ende der Canyon ist, benannte er nach seinem Schwager George Gill, der bei der Finanzierung der Expedition geholfen hatte.

„The country round its foot is the best I have seen in this region; and could it be transported to any civilised land, its springs, glens, ferns, zamias and flowers would charm the eyes and hearts of toilworn men who are condemned to live and die in crowded towns.“

„Die Gegend um seinen Fuß ist die beste, die ich in dieser Region gesehen habe; und könnte man sie in irgendwelches zivilisiertes Land transportieren, so würden ihre Quellen, Täler, Farne, Zamias (eine Palmfarn-Gattung) und Blumen die Augen und Herzen jener sich abschuftenen Menschen erfreuen, die dazu verdammt sind, in überlaufenen Städten zu leben und zu sterben.“

Ein Jahr später, 1873, führte eine Expedition unter William Gosse in die Region. Die Teilnehmer reisten mit Kamelen und campierten am Kings Creek, um danach in südliche Richtung aufzubrechen. Während ihrer weiteren Reise entdeckten sie den Ayers Rock und benannten ihn nach dem damaligen Gouverneur von South Australia, Sir Henry Ayers.
Die nächsten europäischen Besucher der Gegend waren im Jahre 1894 eine als die Horn Expedition bekannte Delegation von namhaften Wissenschaftlern. Unter ihnen waren Experten für Flora, Fauna, Geologie und Anthropologie; und auch sie benutzten Kamele als Transportmittel. Sie waren insbesondere von der Üppigkeit der Natur der Gegend beeindruckt.

### Erschließung
In den späten 1880ern wurde östlich des Canyons die Tempe Downs Cattle Station errichtet. Allerdings folgten sofort einige schlechte Jahre, sodass 1896 kaum Gras oder Wasser mehr vorhanden waren und die Farm mit ihren 2500 Rindern in die circa 25 Kilometer entfernte Gegend um das Reedy Rockhole und Kathleen Springs zogen.
Auch für die Luritja waren es harte Zeiten: Sie mussten die in dieser wasserarmen Region sehr kostbaren Wasserlöcher gegen die neuen Konkurrenten verteidigen, denn anders als die Entdecker waren die Farmer gekommen, um zu bleiben. Schon bald begannen die Luritja damit, die Rinder der weißen Farmer mit Speeren zu bejagen, worauf die Polizei mit Festnahmen reagierte.
Da es keine Straße zum Canyon gab, war bisher nur eine Handvoll Europäer in dem Gebiet gewesen. Die landschaftliche Schönheit war den allermeisten Leuten unbekannt. Als Arthur Little, der Besitzer der Angas Downs Station, im Jahr 1960 Jack Cotterill den Canyon zeigte, war dieser von der Schönheit der Landschaft sehr beeindruckt. Er wollte die Region für den Tourismus erschließen und die Familie baute im Südhalbkugel-Sommer 1960–1961 die erste Straße zum Canyon. 1961 eröffnete Cotterill am Yowa Bore, 100 Kilometer östlich des Canyons, die Touristen-Lodge Wallara Ranch. Zur Würdigung der Pionierleistung Cotterills befindet sich am Canyon seit 1982 ein Denkmal mit folgender Aufschrift:

„In memory of Jack Cotterill whose foresight and effort made it possible for us all to visit this wonderful place.“

„In Gedenken an Jack Cotterill, dessen Weitblick und Einsatz es für uns alle möglich machte, diesen wunderbaren Ort zu besuchen.“

### Heutzutage
Im Jahre 1983 gab die Tempe Downs Cattle Station 1059 Quadratkilometer Land ab, auf denen 1989 offiziell der Watarrka-Nationalpark eingerichtet wurde. Das Kings Canyon Resort, eine Art Basisstation für Touristen, öffnete im Jahr 1992. Die Luritja Road wurde 1995 komplett fertig gestellt, was die Anreise deutlich erleichterte und zu einem enormen Anstieg der Besucherzahlen führte.
In Australien laufen zurzeit Programme, durch die von den europäischen Siedlern geraubtes Land wieder an seine rechtmäßigen Besitzer – also die Aborigines – zurückgegeben werden soll (siehe dazu auch Aboriginal Land Rights (Northern Territory) Act 1976). Am 25. Juli 2012 übergab die Regierung des Northern Territorys während einer Zeremonie am Kings Canyon 1052 Quadratkilometer Land des Watarrka-Nationalparks an die Luritja. Nach dem Transfer wurde dieses Gebiet sofort wieder für 99 Jahre an die Regierung verpachtet; diese Aktion hat also keine wirkliche praktische, sondern „nur“ symbolische Bedeutung.

## Flora

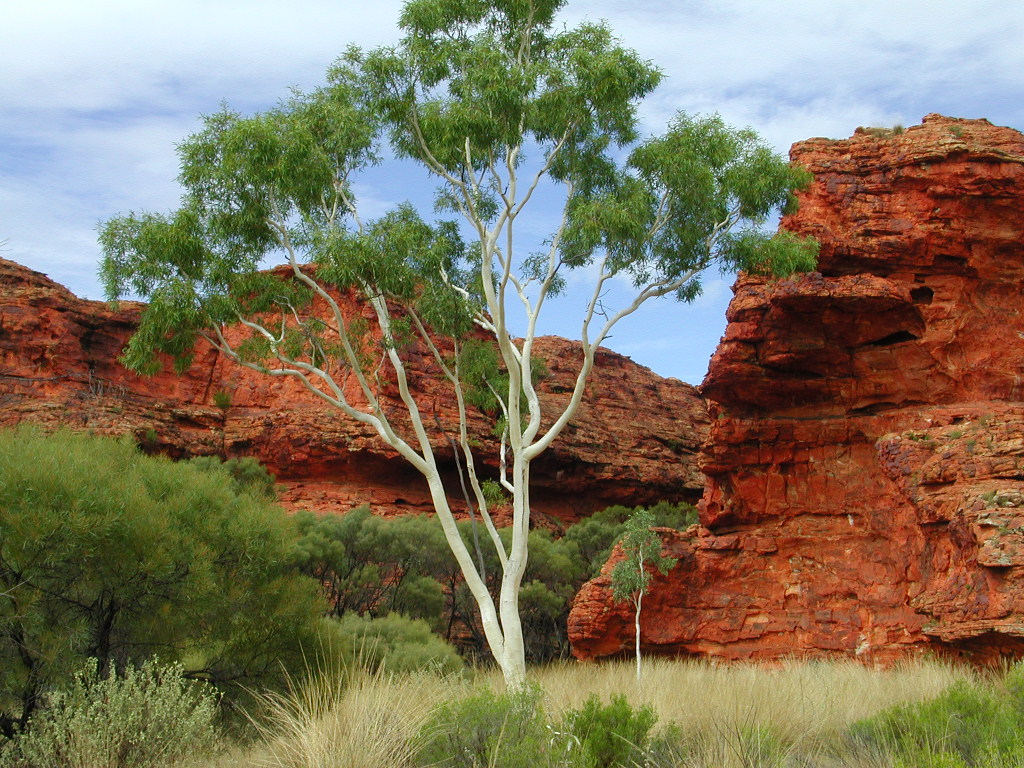
Ein Eukalyptus am Kings Canyon

Vor 25.000 Jahren war die Gegend um den Kings Canyon deutlich feuchter, es existierten große Flüsse und Seen. Da diese allerdings nach und nach auf sandige Bachbetten und Salzseen schrumpften, sind viele der damals üblichen Pflanzen aus der Region verschwunden. In den vor Austrocknung besser geschützten Schluchten des Wattarka Nationalparks konnten sich jedoch einige Pflanzenarten halten. Heute beherbergt der Nationalpark mehr als fünfzig seltene Arten, die in dieser Region eigentlich nicht mehr vorkommen; einige sind sogar endemisch.
An den dauerhaft wasserführenden Billabongs der George Gill Range wachsen River Red Gums (Eucalyptus camaldulensis).
Das den Canyon umgebende Plateau stellt für Buschfeuer eine natürliche Barriere dar, weshalb sich viele feuer-sensitive Pflanzen auf ihm angesiedelt haben, unter anderem die Weiße Zypresse (Callitris glaucophylla). Diese haben sich mit ihren kleinen, schuppenförmigen, Wasserverlust minimierenden Blättern an das Leben in den trockenen Bedingungen angepasst. Ihr termitenbeständiges Holz wurde in den frühen Tagen der europäischen Besiedlung vielfach für Zäune benutzt. 
An den steilen und trockenen Felswänden des Canyons halten sich kleine Gruppen von Hill Mulga (Acacia macdonneliensis), die mit den geringen Flüssigkeitsmengen der kleinen, temporären Wasserfälle auskommen.
Um den Kings Canyon existieren über 400 Jahre alte Exemplare der sehr langsam wachsenden MacDonnel Ranges Cycad (Macrozamia macdonnellii).
Die verkümmerten Bäume des umgebenden Plateaus wachsen vor allem entlang der Felsspalten, was zu einer linienförmigen Verteilung führt. Ihre langen Wurzeln reichen tief in den Sandstein, um dort an das wenige Wasser und die raren Nährstoffe zu gelangen.

## Fauna

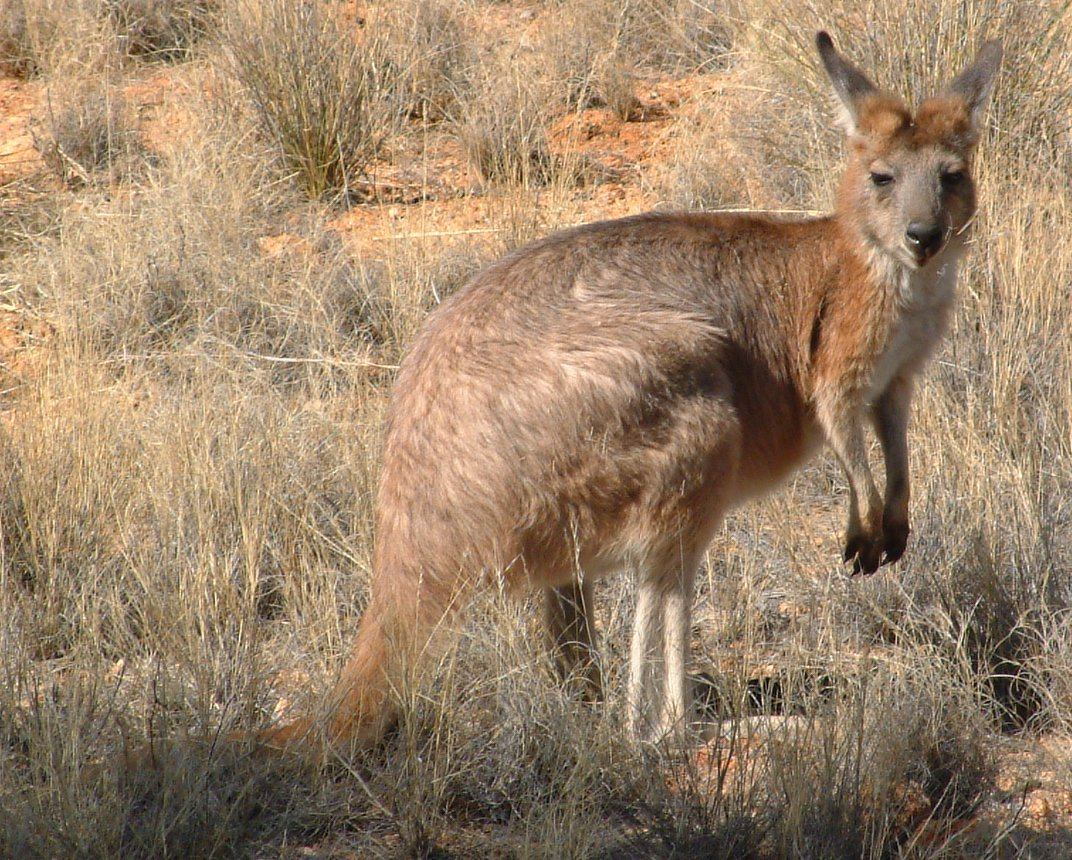
Ein Bergkänguru (fotografiert bei Alice Springs)

Um den Kings Canyon gibt es hauptsächlich drei Habitate: die feuchten Schluchten, das trockene Plateau und das sandige Bachbett des Kings Creek.
Das häufigste Säugetier in der Gegend des Canyons ist das Bergkänguru (Macropus robustus). Diese Art kann mit wenig Wasser auskommen und bewohnt zumeist felsige Regionen. Ebenfalls häufig anzutreffen ist das etwas kleinere Schwarzpfoten-Felskänguru (Petrogale lateralis).
Das Wasserloch im Garden of Eden bietet eine ganzjährig zuverlässige Wasserversorgung, was für viele Tierarten der Region überlebenswichtig ist und sie von weit her anlockt. Besonders in den Morgen- und Abendstunden kann man oft trinkende Tiere beobachten.